# Hamarkameratene 2006
Questa voce raccoglie le informazioni riguardanti lo Hamarkameratene nelle competizioni ufficiali della stagione 2006.

## Rosa
| N. |                        | Ruolo | Calciatore           |
| -- | ---------------------- | ----- | -------------------- |
| 1  | Norvegia (bandiera)    | P     | Ivar Rønningen       |
| 3  | Belgio (bandiera)      | D     | Steve Cooreman       |
| 4  | Norvegia (bandiera)    | D     | Pål Ekeberg Schjerve |
| 5  | Finlandia (bandiera)   | D     | Juha Pasoja          |
| 6  | Norvegia (bandiera)    | C     | Marius Gullerud      |
| 7  | Norvegia (bandiera)    | C     | Vegar Bjerke         |
| 8  | Norvegia (bandiera)    | A     | Tommy Øren           |
| 9  | Svezia (bandiera)      | A     | Markus Ringberg      |
| 10 | Nigeria (bandiera)     | A     | Oluwasegun Abiodun   |
| 11 | Norvegia (bandiera)    | A     | Espen Olsen          |
| 12 | Stati Uniti (bandiera) | D     | Ramiro Corrales      |
| 14 | Norvegia (bandiera)    | D     | Knut Henry Haraldsen |
| 15 | Norvegia (bandiera)    | C     | Kristian Skogsrud    |

| N. |                      | Ruolo | Calciatore           |
| -- | -------------------- | ----- | -------------------- |
| 16 | Norvegia (bandiera)  | C     | Rune Buer Johansen   |
| 17 | Norvegia (bandiera)  | D     | Hai Lam              |
| 18 | Norvegia (bandiera)  | D     | John Anders Rise     |
| 19 | Danimarca (bandiera) | D     | Jan Michaelsen       |
| 20 | Danimarca (bandiera) | D     | Morten Bertolt       |
| 20 | Norvegia (bandiera)  | C     | Espen Haug           |
| 21 | Norvegia (bandiera)  | C     | Truls Jevne Hagen    |
| 22 | Austria (bandiera)   | A     | Roman Kienast        |
| 23 | Ungheria (bandiera)  | C     | Balázs Nikolov       |
| 24 | Norvegia (bandiera)  | D     | Joachim Sørum        |
| 25 | Norvegia (bandiera)  | A     | Marcus Pedersen      |
| 30 | Norvegia (bandiera)  | P     | Svein Inge Haagenrud |

## Risultati

### Campionato

#### Girone di andata
| Hamar 9 aprile 2006, ore 18:00 CEST 1ª giornata | HamKam   | 0 – 0 referto | Viking | Briskeby Gressbane (5.231 spett.)\| Arbitro: \| Sandmoen \| |
| Arbitro:                                        | Sandmoen |               |        |                                                             |

| Arbitro: | Sælen (Bergen) |

|                          |           |            |
| Førsund 41’ Tegström 75’ | Marcatori | 90’ Pasoja |

| Arbitro: | Alapnes |

|                                     |           |             |
| Pasoja 11’ (rig.), 54’ Gullerud 28’ | Marcatori | 22’ Bjørkøy |

| Arbitro: | Skjerven (Kaupanger) |

|  |           |                                |
|  | Marcatori | 41’ (rig.), 58’ (rig.) Nikolov |

| Arbitro: | Ditlefsen |

|              |           |                              |
| Haraldsen 9’ | Marcatori | 63’ (rig.) Sundgot 78’ Koren |

| Arbitro: | Øvrebø (Oslo) |

|                                     |           |  |
| Nilsson 32’ Dale 38’ de Ornelas 42’ | Marcatori |  |

| Arbitro: | Staberg |

|                           |           |                        |
| Ringberg 36’ Corrales 44’ | Marcatori | 10’ Hæstad 57’ Johnsen |

| Arbitro: | Alseth (Stjørdal) |

|           |           |  |
| Tessem 2’ | Marcatori |  |

| Arbitro: | Staberg |

|           |           |                    |
| Pasoja 5’ | Marcatori | 85’ (rig.) Storbæk |

| Arbitro: | Hauge (Bergen) |

|  |           |                                |
|  | Marcatori | 18’ Haraldsen 52’, 61’ Kienast |

| Arbitro: | Ditlefsen |

|             |           |                |
| Abiodun 16’ | Marcatori | 29’, 73’ Diouf |

| Arbitro: | Staberg |

|                                              |           |  |
| Abiodun 2’ Ringberg 34’ Øren 57’ Kienast 85’ | Marcatori |  |

| Arbitro: | Helgerud (Lier) |

|                                       |           |  |
| Gunnarsson 12’, 58’ Nannskog 62’, 66’ | Marcatori |  |

#### Girone di ritorno
| Arbitro: | Ditlefsen |

|                                              |           |  |
| Førsund 35’ (rig.) Ringberg 43’ Johansen 75’ | Marcatori |  |

| Arbitro: | Alapnes |

|                                |           |             |
| Gaarde 41’ (rig.) Ødegaard 71’ | Marcatori | 90’ Abiodun |

| Arbitro: | Alapnes |

|                      |           |                         |
| Elyounoussi 24’, 29’ | Marcatori | 7’ Gullerud 51’ Abiodun |

| Arbitro: | Skjerven (Kaupanger) |

|                      |           |                            |
| Øren 1’ Corrales 54’ | Marcatori | 38’ Årst 51’, 65’ Yndestad |

| Arbitro: | Ditlefsen |

|                                  |           |          |
| Sundgot 45’ Mifsud 49’ Koren 67’ | Marcatori | 54’ Øren |

| Arbitro: | Skjerven (Kaupanger) |

|                                   |           |  |
| Ringberg 4’ Olsen 14’ Kienast 87’ | Marcatori |  |

| Arbitro: | Staberg |

|                 |           |  |
| Nielsen 1’, 90’ | Marcatori |  |

| Arbitro: | Hauge (Bergen) |

|              |           |  |
| Ringberg 84’ | Marcatori |  |

| Oslo 1º ottobre 2006, ore 18:00 CEST 22ª giornata | Vålerenga            | 0 – 0 referto | HamKam | Ullevaal Stadion (13.981 spett.)\| Arbitro: \| Olsen (Kristiansand) \| |
| Arbitro:                                          | Olsen (Kristiansand) |               |        |                                                                        |

| Arbitro: | Sandmoen |

|                    |           |           |
| Kienast 38’ (rig.) | Marcatori | 54’ Solli |

| Arbitro: | Olsen (Kristiansand) |

|            |           |              |
| Hoseth 32’ | Marcatori | 47’ Gullerud |

| Arbitro: | Sandmoen |

|                  |           |             |
| Helstad 45’, 58’ | Marcatori | 43’ Abiodun |

| Arbitro: | Skjerven (Kaupanger) |

|              |           |                                                             |
| Johansen 70’ | Marcatori | 10’ Alanzinho 38’, 90’ Stenvoll 64’ Nannskog 76’ Gunnarsson |

### Coppa di Norvegia
| Ringebu 10 maggio 2006, ore 18:00 CEST Primo turno                                              | Ringebu-Fåvang | 1 – 7 referto                                    | HamKam | Ringebu Stadion (700 spett.) |
| \| \| \| \| \| Nybakken 65’ \| Marcatori \| 5’, 43’, 83’ Rise 7’, 13’, 70’ Kienast 10’ Olsen \| |                |                                                  |        |                              |
|                                                                                                 |                |                                                  |        |                              |
| Nybakken 65’                                                                                    | Marcatori      | 5’, 43’, 83’ Rise 7’, 13’, 70’ Kienast 10’ Olsen |        |                              |

| Gjøvik 8 giugno 2006, ore 18:00 CEST Secondo turno                                           | Gjøvik-Lyn | 2 – 3 referto                   | HamKam | Gjøvik Stadion |
| \| \| \| \| \| Rebne 46’ (rig.) Hagen 50’ \| Marcatori \| 23’ Øren 82’ Olsen 90’ Johansen \| |            |                                 |        |                |
|                                                                                              |            |                                 |        |                |
| Rebne 46’ (rig.) Hagen 50’                                                                   | Marcatori  | 23’ Øren 82’ Olsen 90’ Johansen |        |                |

| Hamar 5 luglio 2006, ore 18:00 CEST Terzo turno                           | HamKam    | 3 – 1 referto | Moss | Briskeby Gressbane |
| \| \| \| \| \| Kienast 47’, 90’ Øren 71’ \| Marcatori \| 10’ Michelsen \| |           |               |      |                    |
|                                                                           |           |               |      |                    |
| Kienast 47’, 90’ Øren 71’                                                 | Marcatori | 10’ Michelsen |      |                    |

| Hamar 19 luglio 2006, ore 18:00 CEST Quarto turno                                               | HamKam    | 2 – 3 referto                                | Sandefjord | Briskeby Gressbane (1.456 spett.) |
| \| \| \| \| \| Kienast 20’, 64’ \| Marcatori \| 19’ Andersson 85’ Thorsen 88’ (rig.) Knarvik \| |           |                                              |            |                                   |
|                                                                                                 |           |                                              |            |                                   |
| Kienast 20’, 64’                                                                                | Marcatori | 19’ Andersson 85’ Thorsen 88’ (rig.) Knarvik |            |                                   |